# Rudolf Wolters
Rudolf Wolters, född den 3 augusti 1903 i Coesfeld, död i samma stad den 7 januari 1983, var en tysk arkitekt och stadsplanerare. Han var nära medarbetare till Albert Speer vid omstruktureringen av Berlins stadsplan. Under andra världskriget var han underställd Speer i dennes roll som rustningsminister. Under Speers fängelsetid i Spandaufängelset omhändertog Wolters de anteckningar som Speer lät smuggla ut.